# Garcz (przystanek kolejowy)
Garcz – nieczynna stacja kolejowa w Garczu wgminie Chmielno, powiecie kartuskim, województwie pomorskim, w Polsce. Obiekt znajduje się na linii kolejowej nr 229, która łączy Pruszcz Gdański z Łebą. Obok obiektu znajduje się droga wojewódzka nr 211 oraz Jezioro Łapalickie. Obecnie zaadaptowany na mieszkania budynek dworcowy posiada nietypową architekturę wzorowaną na dworkach szlacheckich.

## Położenie
Przystanek znajduje się w Garczu przy wyjeździe do Łapalic, pomiędzy Jeziorem Łapalickim a ulicą Kartuską, będącej częścią drogi wojewódzkiej nr 211.

## Historia
Kolej dotarła do Garcza w 1905, kiedy linię kolejową łączącą Pruszcz Gdański z Kartuzami przedłużono do Lęborka.
W Sieciowym Rozkładzie Jazdy Pociągów 96/97 przez Garcz przejeżdżało 6 par pociągów, ale już odcinek Pruszcz – Kartuzy był obsługiwany przez Komunikacje Autobusową. Pod tabelą była wtedy zapisana uwaga Kursowanie pociągów i autobusów może być zawieszone po uprzednim ogłoszeniu. Ruch został ostatecznie wstrzymany w czerwcu 2000 wraz z końcem obowiązywania rozkładu jazdy 1999/2000, w którym przewidziane zostały tylko 2 pary. W następnym rozkładzie doszło do sytuacji, w której tabela została wykreślona od razu a jej numer przejęła dawna tabela 446 Somonino – Kartuzy.

## Linia kolejowa
Przez Garcz przechodzi linia kolejowa nr 229, która obecnie jest zamknięta na odcinku Pruszcz Gdański - Lębork, ale przejezdna. Linia jest niezelektryfikowana, normalnotorowa, jednotorowa.

## Infrastruktura
Budynek dworcowy jest parterowy, ma dach wielospadowy. Architektura jest dość nietypowa dla dworców kolejowych - bardziej przypomina wiejski dworek szlachecki. Po zakończeniu eksploatacji linii dworzec został zaadaptowany na mieszkania.
Jako, że obiekt pełnił funkcję stacji kolejowej, na każdej głowicy były zamontowane semafory, które później zostały zdemontowane.
Oprócz budynku dworcowego na terenie przystanku znajduje się magazyn oraz toaleta. Peron jest niski, niekryty. Nawierzchnia peronu była pokryta płytami chodnikowymi, lecz jest dość mocno zarośnięta trawą.

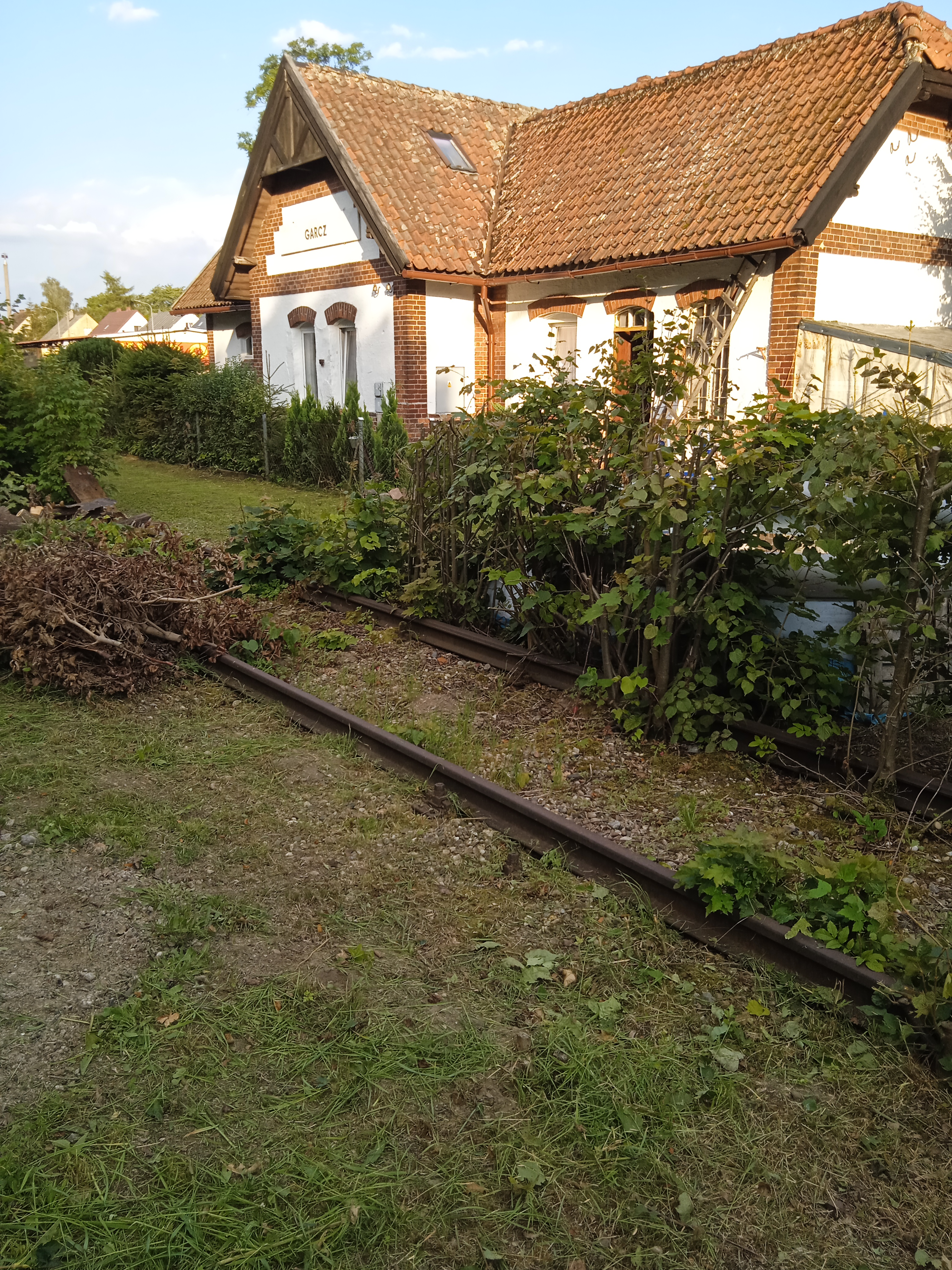
Widok na budynek dworcowy od strony torów i Jeziora Łapalickiego w sierpniu 2023 roku.

## Pociągi
Pociągi osobowe nie kursują. W ostatnim rozkładzie jazdy z 1999 jeździły 2 pary pociągów. W tamtym okresie jeździły tędy pociągi relacji Kartuzy – Lębork. Ruch pociągów towarowych został wstrzymany w 2005. Wcześniej ruch był niewielki - do stacji przyjeżdżało 2-3 wagony miesięcznie, głównie obsługujące skład opału.